# Kiến Xương (xã)
Kiến Xương là một xã thuộc tỉnh Hưng Yên, Việt Nam.

## Địa lý
Xã Kiến Xương nằm ở phía nam của tỉnh Hưng Yên, có vị trí địa lý:
- Phía đông giáp xã Tiền Hải và xã Tây Tiền Hải.
- Phía nam giáp xã Bình Thanh và xã Bình Định.
- Phía tây giáp xã Vũ Quý và xã Hồng Vũ.
- Phía bắc giáp xã Lê Lợi và xã Quang Lịch.

## Lịch sử
Trước năm 1945, địa bàn thị trấn Kiến Xương hiện nay tương ứng với hai xã Thanh Nê và An Bồi thuộc tổng An Bồi, huyện Trực Định, phủ Kiến Xương. Trong đó xã Thanh Nê gồm 4 thôn: thôn La, thôn Đoài, thôn Trung, thôn Đông.
Tháng 10 năm 1947, xã Thanh Nê sáp nhập với xã An Bồi thành xã Tán Thuật. Tên xã mới đặt theo tên Tán tương quân vụ Nguyễn Thiện Thuật, lãnh tụ cuộc khởi nghĩa Bãi Sậy, một trong các cuộc khởi nghĩa của phong trào Cần Vương chống Pháp cuối thế kỷ XIX.
Tháng 6 năm 1955, xã Tán Thuật chia thành hai xã Tán Thuật và An Bồi.
Ngày 8 tháng 6 năm 1988, Hội đồng Bộ trưởng ban hành Quyết định 102-HĐBT. Theo đó, tách các xóm Tân Tiến và Quang Trung thuộc xã Tán Thuật để thành lập thị trấn Kiến Xương, thị trấn huyện lỵ huyện Kiến Xương.
Sau khi thành lập, thị trấn Kiến Xương có 109,72 ha diện tích tự nhiên và 4.649 người. Xã Tán Thuật còn lại 10 xóm: Chấn Đông, Đông Trung, Minh Đức, Giang Đông, Trung Giao, Trung Đồng, Tiền Tiến, Tự Tiến, Hưng Long và Văn Khôi với 538,40 ha diện tích tự nhiên và 4.277 người.
Ngày 12 tháng 4 năm 2002, Chính phủ ban hành Nghị định 45/2002/NĐ-CP. Theo đó, sáp nhập toàn bộ diện tích tự nhiên và dân số của thị trấn Kiến Xương và xã Tán Thuật để thành lập thị trấn Thanh Nê.
Sau khi thành lập, thị trấn Thanh Nê có 681,54 ha diện tích tự nhiên và 11.500 người.
Đến năm 2019, thị trấn Thanh Nê có diện tích 6,95 km², dân số là 9.124 người, mật độ dân số đạt 1.313 người/km². Xã An Bồi có diện tích 4,31 km², dân số là 3.040 người, mật độ dân số đạt 705 người/km².
Ngày 11 tháng 2 năm 2020, Ủy ban Thường vụ Quốc hội ban hành Nghị quyết số 892/NQ-UBTVQH14 về việc sắp xếp các đơn vị hành chính cấp xã thuộc tỉnh Thái Bình (nghị quyết có hiệu lực từ ngày 1 tháng 3 năm 2020). Theo đó, sáp nhập toàn bộ diện tích và dân số của xã An Bồi vào thị trấn Thanh Nê để tái lập thị trấn Kiến Xương.
Ngày 16 tháng 6 năm 2025, Ủy ban Thường vụ Quốc hội ban hành Nghị quyết số 1666/NQ-UBTVQH15 về việc sắp xếp các đơn vị hành chính cấp xã của tỉnh Hưng Yên năm 2025. Theo đó, sắp xếp toàn bộ diện tích tự nhiên, quy mô dân số của xã Bình Minh và xã Quang Trung (huyện Kiến Xương), xã Quang Minh, xã Quang Bình, thị trấn Kiến Xương thành xã mới có tên gọi là xã Kiến Xương.

## Danh nhân
- Nhân vật nổi tiếng nhất của xã Thanh Nê xưa là Tiến sĩ Trương Đăng Quỹ, đỗ năm 1776, từng giữ chức Hàn lâm viện thị chế, giám sát Ngự sử nhiều xứ, Hiến sát xứ Kinh Bắc, Đốc thị Nghệ An, Tham chính xứ Thanh Hóa,... dưới thời Lê-Trịnh.[7]
- Trung đội du kích nữ xã Tán Thuật do Nguyễn Thị Chiên thành lập và chỉ huy là đơn vị chiến đấu tiên phong trong vùng. Nguyễn Thị Chiên được phong tặng danh hiệu Anh hùng Lực lượng vũ trang nhân dân vào năm 1952, là nữ anh hùng đầu tiên của lực lượng vũ trang Việt Nam.[8][9][10]